# 자이언트쥐닮은햄스터
자이언트쥐닮은햄스터(Calomyscus grandis)는 칼로미스쿠스과에 속하는 설치류의 일종이다. 이란에서 발견된다. 칼로미스쿠스속에서 가장 큰 종이며, 초기에는 자그로스산맥쥐닮은햄스터(Calomyscus bailwardi)의 아종으로 간주했다. 테헤란 근처 지역에서 발견되며, 큰 몸길이(74~91mm)와 부드럽고 엷은 황갈색, 갈색의 등 쪽 털과 같은 특징으로 다른 종과 구별할 수 있다. 무세르(Musser)와 칼레톤(Carleton)이 다른 종과 구별하여 기술했다.